# Liceo de Aplicación
El Liceo de Aplicación (A-9) es un liceo emblemático para varones ubicado en Santiago de Chile. Es una de las instituciones públicas con mayor tradición y que a lo largo de los años ha estado marcada por su aporte en lo educacional y político. El Liceo de Aplicación es considerado el segundo mejor colegio público de Chile, seguido del Instituto Nacional .
Es de carácter público y depende, desde mediados de los ochenta, a la Municipalidad de Santiago, exclusivo para hombres entre séptimo año de educación básica a cuarto año de enseñanza media.
Fue fundado en 1892 por el doctor alemán Jorge Enrique Schneider, entre otros profesores del Instituto Pedagógico de la Universidad de Chile como el anexo de aplicación de las técnicas educativas que se desarrollaban en esta misma institución. Con el pasar de los años el Liceo de Aplicación se convirtió en uno de los "colegios tradicionales" o "emblemáticos" de la educación chilena.
Luego de finalizar su reconstrucción el año 2012, el alcalde y sostenedor del establecimiento de ese entonces, Pablo Zalaquett, señaló que posee una de las mejores infraestructuras del país. En su interior, se puede encontrar (además de sus aulas) una sala de cine, canchas deportivas, aula magna (ex gimnasio), laboratorios de última generación y bibliotecas digitales. Todo esto a disposición del alumnado.
El liceo actualmente imparte dos jornadas: De séptimo básico a primero medio asisten desde las 14:10 hasta las 20:00 horas y de segundo a cuarto medio asisten desde las 8:00 a las 14:00 horas. Desde 1916 funciona el Liceo Nocturno Federico Hanssen.
Sus dependencias se encuentran en la avenida Ricardo Cumming N° 21 y 29, a pasos de la estación república del Metro de Santiago, y cuentan con 3.102 m² construidos. Está dividido en dos partes, las cuales están separadas por la calle Romero, bajo la cual hay un túnel que une ambos sectores. El sector de Cumming 29 es la parte más amplia del recinto. En él se encuentra un gimnasio, canchas deportivas, casino y aulas; mientras que en el sector de Cumming 21 es más reducido, y en él se ubican la rectoría, biblioteca, aulas, salas de computación, música, previsualización y algunos laboratorios. Su edificio fue declarado el año 2005 como Monumento Histórico por el Consejo de Monumentos Nacionales de Chile.

## Historia

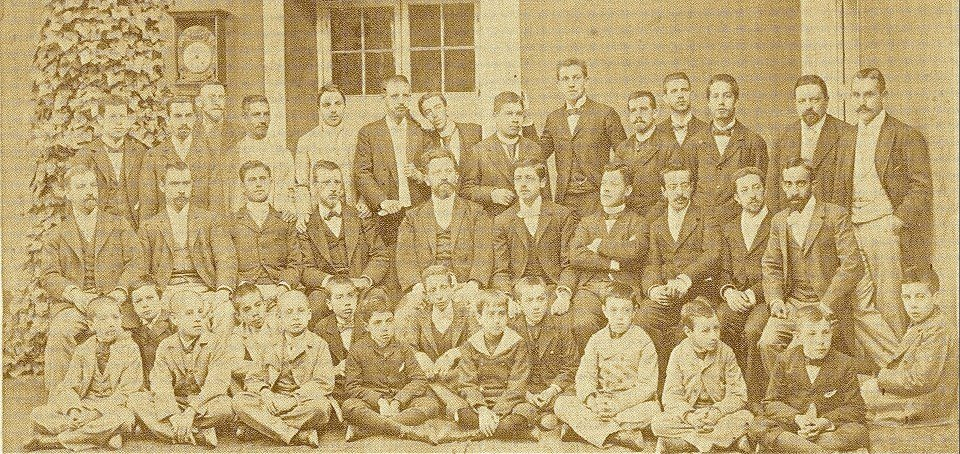
Primeros estudiantes del Liceo de Aplicación y sus primeros profesores. En el centro de la fotografía se encuentra Jorge Enrique Schneider, primer rector del Liceo de Aplicación.

El médico alemán Jorge Schneider, contratado para dictar cátedras de Filosofía y Pedagogía en el Instituto Pedagógico de la Universidad de Chile, consideraba como algo indispensable para el correcto conocimiento de la pedagogía en sí misma, la creación de un liceo de aplicación práctica, anexo al Instituto Pedagógico de la Universidad de Chile. Así lo hizo ver desde la iniciación de las clases de dicho Instituto. Formalizó esta petición al Consejo de Profesores del 10 de octubre de 1890 y fue encargado de redactar un proyecto sobre esta materia. Federico Johow, director, entonces, del Instituto Pedagógico, acogió la idea con entusiasmo y realizó todos los trámites para llevarla a la práctica. Propuso al Ministro de Instrucción Pública invertir en esa fundación una parte de los fondos que se destinaban para útiles de enseñanza; pero, suprimido ese ítem, en 1891, no fue posible hacer nada ese año a favor de la idea de Jorge Schneider.
Presentadas las ideas al Rector de la Universidad de Chile por el director del Instituto Pedagógico de la Universidad de Chile fueron ellas sometidas a la consideración del Consejo de Instrucción Pública. Este organismo les prestó su aprobación y en sesión de 14 de diciembre de 1891 se aprobó la iniciación de un curso de aplicación práctica, anexo al Instituto Pedagógico, que debería iniciar sus actividades en el año 1892.
Finalmente el presidente Jorge Montt Álvarez y su ministro de instrucción pública, Joaquín Rodríguez Rosas, dictaron el decreto supremo N.º 1554 creando el Liceo de Aplicación, anexo al Instituto Pedagógico, el cual comenzó a funcionar el 28 de marzo de 1892.
En sus comienzos, comenzó a funcionar con un único curso de tercer año de preparatorias, compuesto por dieciséis alumnos cuidadosamente seleccionados, y para su funcionamiento se habilitó un salón en calle Manuel Rodríguez N° 54, que era arrendada por el Estado para proporcionar habitación a los profesores alemanes solteros contratados para el Instituto Pedagógico. En aquella pieza de 6 metros de largo por 4,50 de ancho se dictaron las primeras clases del liceo. Su primer profesor rentado fue don José Meló Burgos quien secundaría al doctor Schneider en las labores inspectivas, y se haría cargo de las clases de dibujo, canto y gimnasia (asignaturas que no existían en ese entonces en el Instituto Pedagógico), y más tarde de matemática y como inspector general.
En esa sala considerada pequeña y defectuosa por Schneider y sus colegas, habían de hacer sus primeras armas los alumnos del primer curso del pedagógico que, al repartirse más tarde, por todos los liceos del país, llevarían consigo las nuevas tendencias, los nuevos métodos y el nuevo espíritu de la enseñanza secundaria chilena.
En 1893 fueron muchos los que solicitaron matrícula para sus hijos, por lo que se procedió a un exhaustivo proceso de selección para crear el curso de primer año de humanidades, que contó con veintitrés alumnos. El ministro de educación Domingo Amunátegui Solar decidió perfeccionar el decreto supremo N° 1554, nombrando como primer rector del liceo a Schneider. Ese mismo año fueron contratados dos nuevos maestros recién recibidos.
El traslado del Instituto Pedagógico en 1894 al local que ocupara durante más de medio siglo en Alameda esquina San Miguel, actual Ricardo Cumming contribuyó al progreso del liceo. El pedagógico arrendó además un sitio contiguo, donde había una tosca construcción: una barraca que fue habilitada como patio cubierto y gimnasio. A dos años de su inauguración, el Liceo de Aplicación contaba con tres cursos de preparatoria y tres de humanidades. Por el decreto supremo N° 2731 del 28 de diciembre de 1895, firmado por el presidente Montt Álvarez y su ministro Jorge Toro se lo clasificó como liceo de primera clase, pudiendo crear cursos superiores de humanidades, lo que hizo efectivo en 1898, año en que su matrícula general entre primera preparatoria a primer año de humanidades alcanzó a cuatrocientos cincuenta y seis alumnos.
El desarrollo del liceo había hecho necesario arrendar el edificio y sitio contiguos al Instituto Pedagógico de la Universidad de Chile. En la nueva casa se establecieron nuevas salas y en el sitio, campos de juego. El sitio en cuestión fue comprado en 1902, pero debido a la falta de fondos se postergó la construcción de un nuevo local, hasta que en 1908 se inició la del edificio de la calle San Miguel N° 21, que se inauguró a mediados de 1910. Pero de inmediato se notaron algunas deficiencias como lo estrecho del gimnasio y su cercanía a las salas de clase. En el nuevo local se instalaron los cursos superiores y las salas de Dibujo y de Ciencias Naturales.

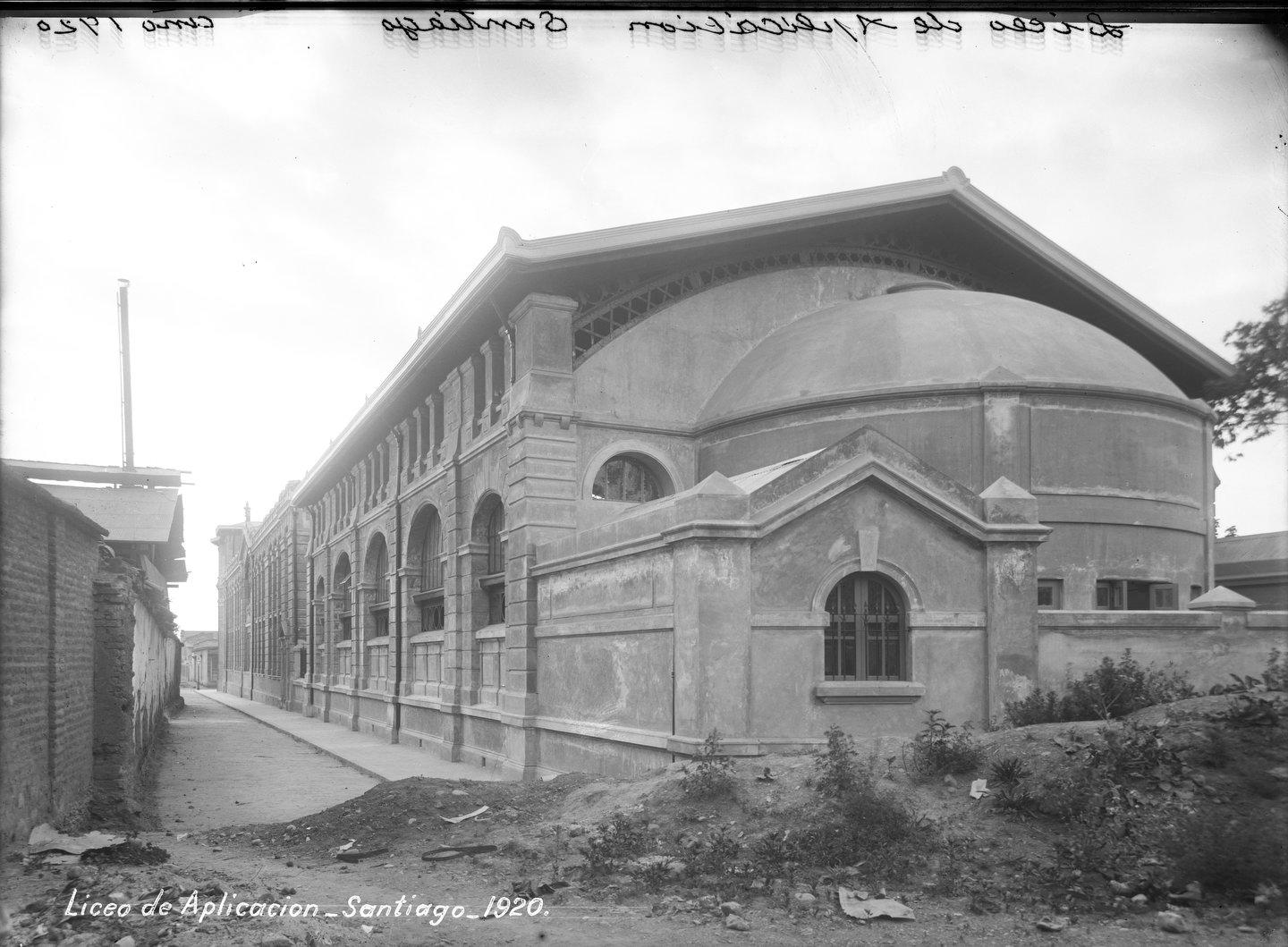
Construcción del Gimnasio del Liceo de Aplicación. 1920.

Los cursos inferiores tuvieron que continuar su funcionamiento en la forma defectuosa de antes, hasta que en 1914 se terminó el nuevo cuerpo del edificio, ubicándose los cursos inferiores, mientras duró su construcción, en la casa de Alameda N° 2577, que fue arrendada para este efecto. Las dependencias anteriormente mencionadas se han mantenido por más de un siglo como la sede del Liceo de Aplicación.
En el año 1916 se funda el primer liceo nocturno para trabajadores. Federico Hanssen viajó a Chile, junto a otros pedagogos alemanes, para enseñar en el Instituto Pedagógico, con el propósito inicial de poner la educación al servicio de los trabajadores; al mismo tiempo creaba una instancia donde los estudiantes de pedagogía podían realizar sus primeras clases asesorados por sus guías y maestros. Se creaba así el primer liceo nocturno de Chile y Sudamérica. En 1974, el liceo nocturno sufre una profunda crisis y corría el riesgo de desaparecer. Los alumnos estudian entonces la posibilidad de seguir existiendo, para lo cual se fusionan con el Liceo Nocturno Fiscal N.º 12, nacido del Liceo Nocturno N.º 3. De esta unión surge el actual Liceo Nocturno Fiscal Federico Hanssen, con dieciséis cursos que se mantiene hasta hoy. En 1978, el Liceo Nocturno Federico Hanssen finalmente se une al Liceo de Aplicación, pero institucionalmente aparte.
Desde su fundación y durante varias décadas del siglo XX, el Liceo de Aplicación se convirtió en uno de los principales ejemplos de la educación pública chilena junto a otros liceos de larga tradición histórica de Santiago, como el Instituto Nacional José Miguel Carrera o el Liceo José Victorino Lastarria. Las restricciones de acceso a la educación secundaria definieron que, en una primera etapa, su alumnado perteneciera a la clase alta y media, de orientación laica. Progresivamente se fueron integrando las clases medias bajas y los sectores populares. Asimismo, entre sus profesores existía una amplia gama de tendencias políticas. 
Durante los años 40' a los 70' siguió enfoque nacionalista, de Chile como horizonte, producto de las reformas educacionales del presidente Pedro Aguirre Cerda.
Con la dictadura militar, el debate político quedó restringido y la represión se acentuó en sus aulas. En sus aulas se formaron, por ejemplo, los hermanos Vergara Toledo, aunque su acción política la debieron desplegar fuera del liceo, debido a que cualquier disidencia provocaba la inmediata expulsión. Iniciadas las protestas populares contra la dictadura, junto a otros liceos, los estudiantes del Liceo de Aplicación lideraron el rechazo a la municipalización de la enseñanza iniciada a mediados de los años 1980 (que provocaría finalmente el traspaso de la administración del colegio a la Municipalidad de Santiago). 
Vuelta a la democracia, el Liceo de Aplicación siguió participando en las diversas manifestaciones estudiantiles, siendo uno de los protagonistas en la llamada Revolución de los pingüinos de 2006, la mayor movilización estudiantil en la historia del país. Este recinto, a lo largo del conflicto, sirvió como sede de varios encuentros de dirigentes escolares, reuniones sobre de petitorios nacionales y actos culturales. Alumnos del establecimiento incluso llegaron a ocupar la sede de la Unesco en Chile.

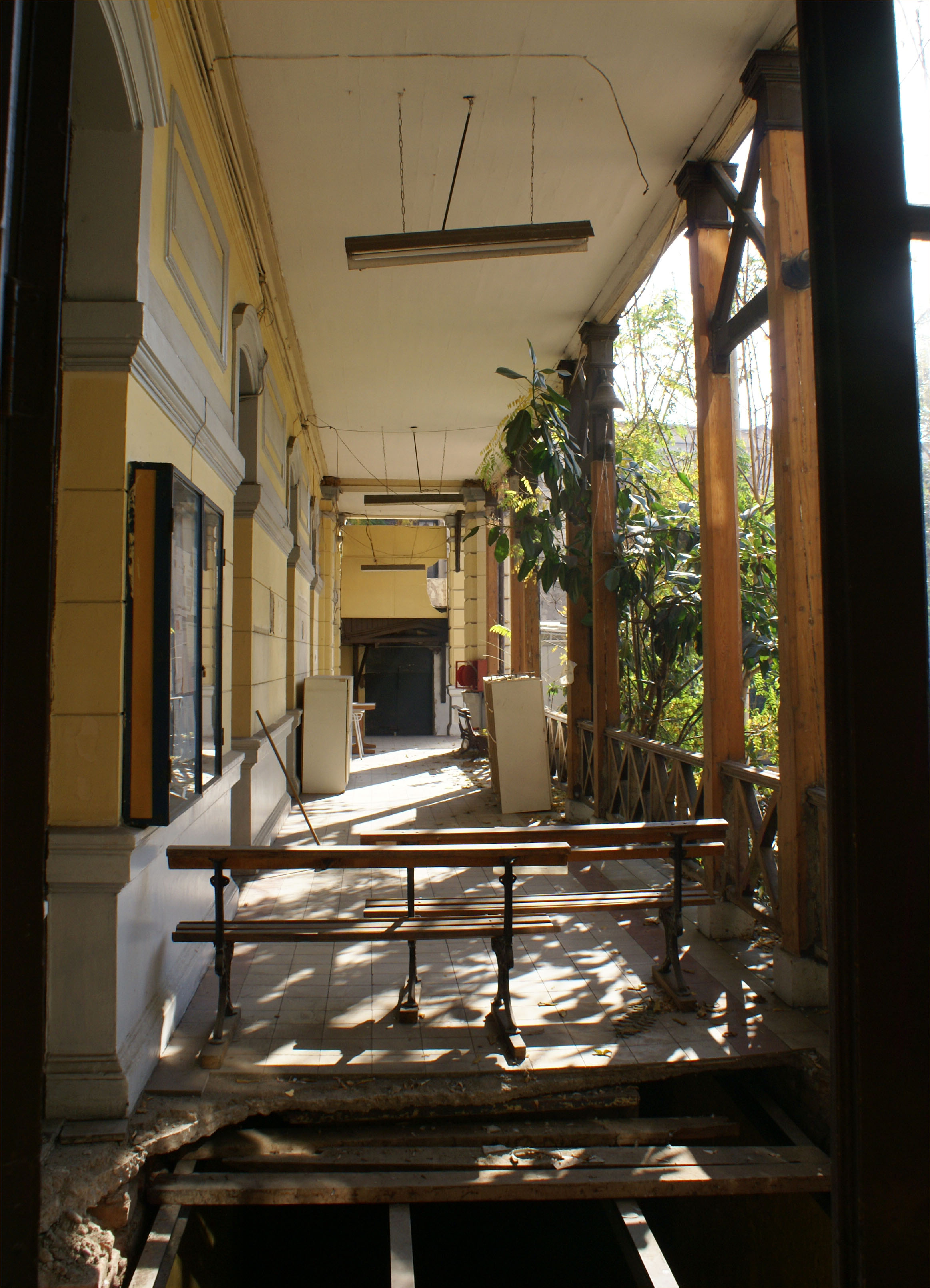
En una protesta el terraplén cedió fuera de la oficina del Rector cayendo los alumnos al túnel.

El 28 de agosto de 2008, mientras unos alumnos saltaban frente a la oficina del rector, en protesta por las malas condiciones de infraestructura de las dependencias del liceo, sobre la losa que cubre el túnel que conecta ambos recintos, ésta cedió y dejó a veintiséis alumnos con heridas leves. El hecho puso en manifiesto el deteriorado estado en que se encontraban las dependencias del colegio, por lo que éste fue clausurado por años. Los alumnos fueron trasladados a una de las sedes de la quebrada Universidad La República, ubicada en calle Huérfanos N°1840. En 2009, los alumnos del establecimiento realizaron movilizaciones contra la Municipalidad de Santiago debido a las malas condiciones del recinto transitorio y los retrasos en el reacondicionamiento del edificio original. Después de más de dos años, el Ministerio de Educación decidió iniciar la remodelación de los edificios de Cumming N° 21 y 29 para lo cual, a pesar de que inicialmente se habían comprometido más de $14.000 millones, decidieron invertir $4.700 millones de pesos.
El año 2011, estudiantes del Liceo de Aplicación participaron y lideraron entre los estudiantes secundarios las movilizaciones estudiantiles de dicho año. El 7 de junio los estudiantes ingresaron al establecimiento y al cabo de dos horas, después de una asamblea realizada en el patio procedieron a tomarse las dependencias de la Universidad La República, llegando a estar doscientos veinte días en toma, pasando vacaciones de invierno y parte de las de verano con el establecimiento tomado. Dentro de la toma del emblemático liceo, ocurrieron varias reuniones de los dirigentes estudiantiles y numerosos actos culturales, pero también hubo numerosos y violentos enfrentamientos entre carabineros y estudiantes. La toma del Liceo de Aplicación se transformó en uno de los símbolos de la Movilización estudiantil en Chile de 2011.
Por los doscientos veinte días sin clases normales dentro del establecimiento, el 42.08% del total de alumnos decidieron repetir voluntariamente transformándose en uno de los liceos con el porcentaje de repitentes más alto de Chile. 
El 23 de diciembre de 2012 un incendio se declaró en el antiguo edificio del Liceo de Aplicación que estaba en proceso de remodelación, en Ricardo Cumming con Romero, en pleno centro de Santiago, cerca de las 15:00 horas. De acuerdo a la investigación que realizó personal de bomberos, las llamas se habrían originado en un sector que estaba en remodelación. El incendio afectó a un área aproximada de diez salas en el pabellón sur del edificio de Cumming N°29. Debido a esto la fecha de entrega de las obras se aplazan hasta mediados del año 2012 y un aumento del presupuesto para la reconstrucción del liceo por los graves daños ocasionados por el incendio como lo explicó el entonces alcalde de la comuna de Santiago, Pablo Zalaquett.

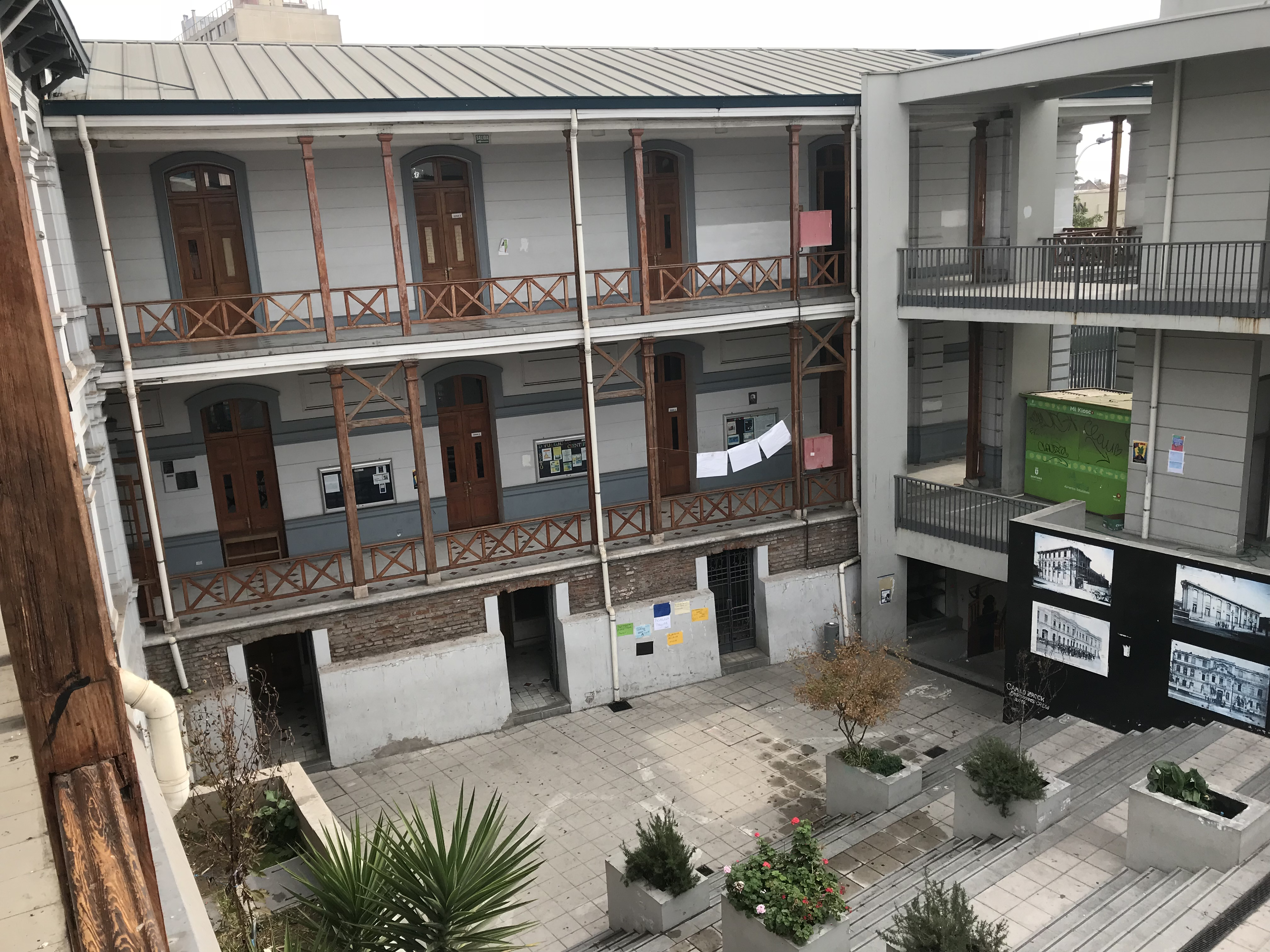
Tras el derrumbe, el túnel se unió al patio de Cummings 21 y se dejan espacios de comunicación con la calle Romero.

El 22 de octubre de 2012, tras el término de reparación de las instalaciones ocasionadas por el derrumbe en el 2008, los alumnos y toda la comunidad del establecimiento vuelve a su edificio original de más de cien años de historia de la avenida Ricardo Cumming N°21 y 29, dejando atrás los más de cuatro años en que sus dependencias fueron trasladadas a la sede de la Universidad de la República. Durante ese periodo, el liceo fue remodelado casi por completo cuidando eso si de su estilo arquitectónico neoclásico y cada uno de sus componente ya que los edificios fueron declarados como parte de los Monumentos nacionales de Chile en el año 2005. El liceo, según autoridades, posterior a su remodelación se transformó en el liceo municipal con mejor infraestructura del país.
El 30 de junio de 2014 es denunciada una serie de rayados, destrozos y daños tanto al establecimiento como a su mobiliario. De inmediato la opinión pública exigió a la alcaldesa Carolina Tohá la responsabilidad que le cabe como sostenedora del recinto municipal, quien a su vez anunció acciones judiciales contra los responsables.

## Deportes
Dentro del perfil deportivo de las instituciones educativas de Santiago, especialmente de las escuelas emblemáticas como lo son el Liceo de Aplicación, los deportes mayormente practicados siempre han sido el fútbol, el básquetbol, el tenis de mesa, el voleibol entre otros. El baloncesto se ha transformado en el único deporte alentado por el Liceo en el cual se han realizado varios campeonatos de orden estudiantil entre escuelas, sin considerar aquellos deportes de habilidad como lo han sido los campeonatos de ajedrez y conocimiento, en los cuales ha existido amplia participación de estudiantes del Liceo.
Luego del derrumbe de las inmediaciones de Cumming N° 21 y la posterior clausura del establecimiento, se siguió utilizando el patio de Cumming N° 29 para la realización de las clases de educación física durante los últimos meses de 2008 y todo el 2009 siendo finalmente clausurado en su totalidad luego del inicio de la reconstrucción. Las autoridades educacionales del Municipio de Santiago, calificaron a las inmediaciones del establecimiento como inhabitables, declarándolas como peligrosas para su uso y de débil resistencia, sin embargo, luego de las vacaciones de verano de tal año se presentó el Terremoto de Chile de 2010. Se pudo comprobar que los daños ocurridos dentro del Liceo fueron mínimos, descartando cualquier presagio establecido anteriormente. Las clases de educación física continuaron realizándose en el patio de Cumming N° 29 durante tal año, sin embargo se prohibió la utilización del gimnasio para cualquier evento deportivo de la escuela. Actualmente cualquier tipo de utilización del establecimiento está prohibido luego que en 2011 se clausurara por completo el recinto educativo con motivo del inicio de la ya tardada reconstrucción, causa por la cual las autoridades del liceo junto con la Municipalidad de Santiago dispusieron de reubicar las clases de educación física en el Parque de los Reyes.
Hoy en día el liceo cuenta con una cancha de baloncesto y una de fútbol con pasto sintético con camarinesa. 

## Resultados en la PSU
| Año rendición | Puntaje promedio | Ranking establecimientos municipales |
| ------------- | ---------------- | ------------------------------------ |
| 2004          | 561,7            | 11° lugar                            |
| 2005          | 571,2            | 7° lugar                             |
| 2006          | 589,8            | 7° lugar                             |
| 2007          | 597,2            | 8° lugar                             |
| 2008          | 604,7            | 10° lugar                            |
| 2009          | 606,2            | 10° lugar                            |
| 2010          | 588,7            | 14° lugar                            |
| 2011          | 593,1            | 12° lugar                            |
| 2012          | 602,8            | 11° lugar                            |
| 2013          | 584,5            | 15° lugar                            |
| 2014          | 605,8            | 11° lugar                            |
| 2015          | 579,0            | 20° lugar                            |
| 2016          | 557,0            | 37° lugar                            |
| 2017          | 559,4            |                                      |
| 2018          | 548,1            |                                      |
| 2019          | 522,0            |                                      |
| 2020          | 513,8            |                                      |
| 2021          | 510,9            |                                      |

## Rectores del Liceo de Aplicación
Desde su fundación en 1892 hasta el presente, el liceo ha sido dirigido por los siguientes rectores:
- Jorge Enrique Schneider (1892-1902)
- Teodoro Kausel Stangenberg (1896, interino)
- Rodolfo Lenz Danziger (1902-1903, interino)
- Guillermo Mann Oldermann (1904-1914)
- Rodolfo Lenz Danzinger (1906-1907, interino)
- Teodoro Kausel Stangenberg (1914, interino)
- Julio Montebruno López (1914-1923)
- Teodoro Kausel Stangenberg (1923, interino)
- Carlos Silva Figueroa (1923-1942)
- Matías González Rioseco (1942-1951)
- Pedro Contreras Valderrama (1951-1975)
- Manuel Pavez Orellana (1975-1976)
- Víctor Hipólito González Morales (1976-1986)
- Gastón Cárcamo Vásquez (1986-1995)
- Eusebio Milla Elgueta (1995-2011)
- Ingrid Díaz Mella (2011, interina)
- Antonio Pacheco Rojas (2011-2016)
- Luis Moya Gallegos (2016-2017, interino)
- Jorge Marticorena Zilleruelo (2017-2018)
- Humberto Garrido San Martín (2018 - 2022)
- Paola Santos Andrade, interina (2022 - 2023)
- Hugo Césped Hermann (2023 a la actualidad)

## Uniformes
El Liceo de Aplicación, a fin de la situación y la comodidad del alumnado, cuenta con varios tipos de uniformes:
- Uniforme oficial formal: Obligatoriamente debe estar compuesto de una camisa blanca con la corbata oficial del liceo, vestón azul marino oscuro con insignia del liceo, pantalón gris típico de los colegios de Chile, calcetines grises y zapatos negros. Los alumnos dependiendo de la época del año pueden optar por llevar más prendas encima, como chalecos, chaquetas y bufandas, manteniendo los tonos negro y azul marino oscuro.
- Uniforme oficial diario: Este uniforme se compone de una polera azul oscura (con manga corta y cuello) oficial del Liceo de Aplicación, con un pantalón gris y sus correspondientes zapatos negros con su par de calcetines grises.
- Uniforme de gimnasia: Este se compone de una polera amarilla con rojo, un buso azul y un par de zapatillas con calcetas deportivas que no sobrepase la mitad de la pierna (mitad de la distancia entre la rodilla y el tobillo). En invierno los alumnos pueden optar por traer un polerón sin capucha (oficial del liceo) y con un buso azul.

## Corporación de Ex - Alumnos
El año 2018, un grupo de 17 exalumnos se movilizó para crear un centro de exalumnos que apoyara la gestión del Liceo. Con la colaboración del Centro de Padres y Apoderados, el 28 de marzo de 2019, se crea la Corporación de exalumnos y amigos del Liceo de Aplicación, Hurra Muchachos. Esta nueva institución se declara sin fines de lucro y su función es apoyar el plan educativo trazado por las autoridades del Liceo, a fin de alcanzar plena relevancia a nivel nacional e internacional de la institución, apoyando con acciones, recursos y conocimiento a toda la comunidad aplicacionista.[cita requerida]